# قدها ونص (مسرحية)
2016}}

قدها ونص مسرحية كوميدية كويتية من إنتاج عام 2004 من تأليف تيسير عبد الله ومن إخراج نادر الحساوي.

## القصة
فراش ( عامل نظافة ) في إدارة حلم في يوم من الأيام أنه وزير لثلاثة وزارات، وتسرد المسرحية أحداث القصة بطابع كوميدي.

## تمثيل
| الممثل           | الشخصية     |
| ---------------- | ----------- |
| طارق العلي       | بو غانم     |
| عبد الناصر درويش | شهله        |
| حسن البلام       | بو راشد     |
| ماغي مطران       | ماجي        |
| مها سالم         | نوار        |
| خالد البريكي     | محبوب       |
| خالد العجيرب     | بوعبدالرحمن |
| شهاب حاجيه       | اسهيل       |
| نواف النجم       | عاطل        |